# Zermatyzm

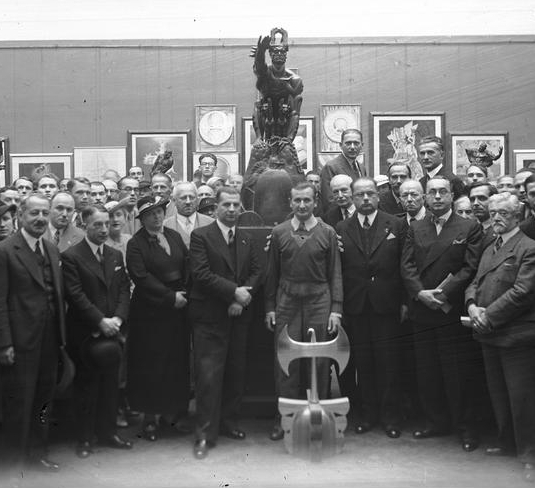
Stanisław Szukalski na wystawie w Salonie Sztuki w Krakowie, 1936 r.

Zermatyzm – pseudonauka wymyślona przez Stanisława Szukalskiego, polskiego artystę. Szukalski był przekonany, że dawniej wszyscy ludzie mówili wspólnym językiem. By to udowodnić, napisał ręcznie 42 tomy (liczące łącznie 25 tysięcy stron) i wykonał do nich około 14 tys. ilustracji. Opracował też formę prajęzyka, tzw. macimowę, od której miałyby wywodzić się wszystkie języki świata.
Jego zdaniem przodkowie Polaków, jak i ludzi z całego świata wywodzą się z Wyspy Wielkanocnej, by przez wysepki Lachia i Sarmatia dostać się pod Matterhorn w Szwajcarii, skąd z miejscowości Zermatt przybyli do Polski.

## Historia

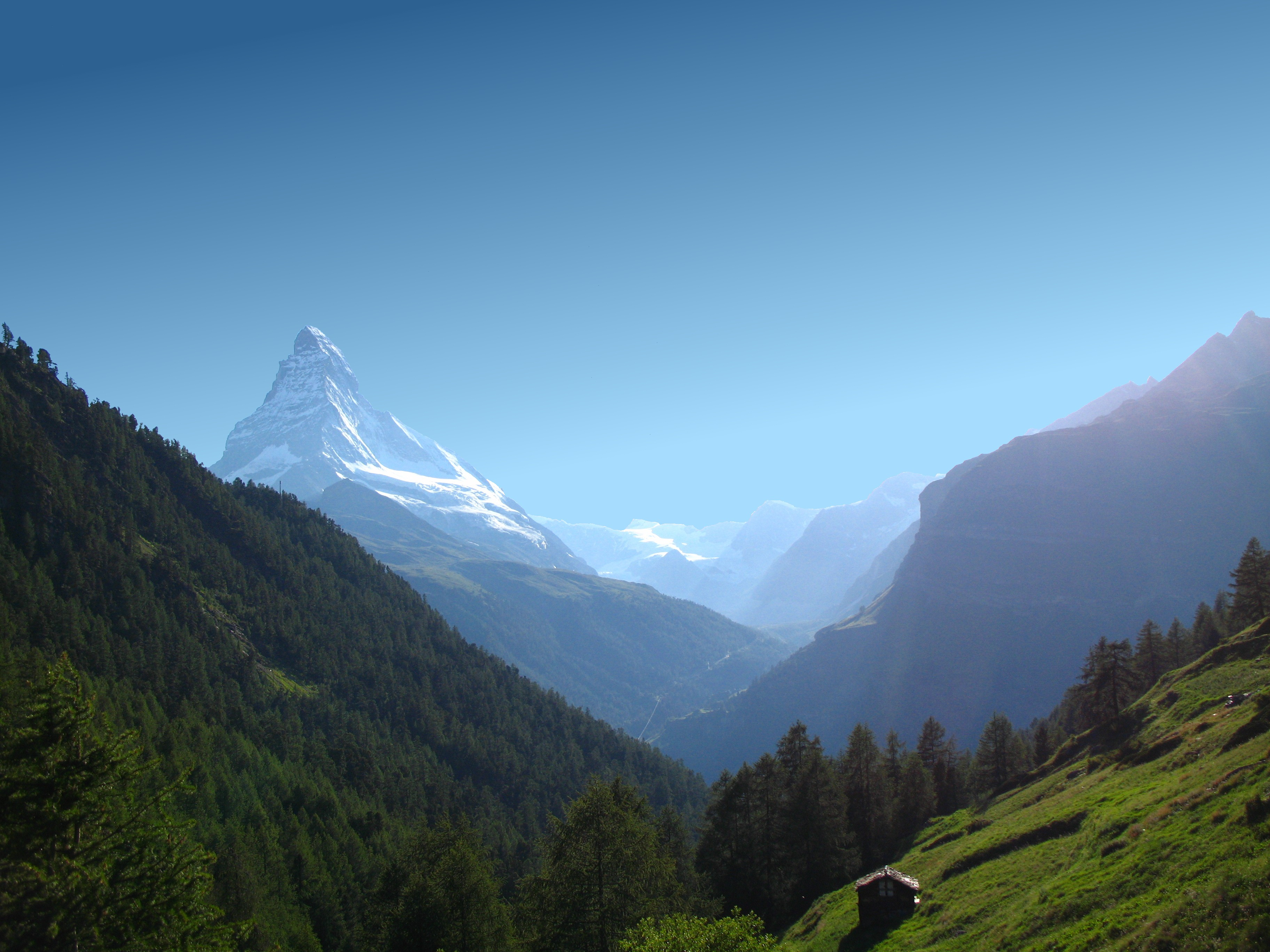
Zermatt, Matterhorn, Szwajcaria

Rozważania lingwistyczno-antropologiczne Stanisława Szukalskiego rozpoczęły się podczas jego pobytu w Stanach Zjednoczonych w 1940 roku. Usłyszał wówczas nadawaną przez radio wiadomość o ataku wojsk niemieckich na Danię. Amerykański korespondent znajdował się w Bohuslänie – słysząc to, Szukalski uznał, że nazwa tej miejscowości ma słowiańskie korzenie. W swoim późniejszym liście do papieża Jana Pawła II pisał, że:

[...] jest to Polska nazwa, która uległa zmiękczeniu w milionach szwedzkich ust i która pierwotnie brzmiała „Bogu Slan”, co dla nas Polaków znaczy „do Boga Wysłany”

Następnego dnia po informacji z Bohuslänu Szukalski wypożyczył najstarsze holenderskie mapy Europy. Ich analiza skłoniła go do stwierdzenia, że na terenie Skandynawii znajdują się setki miejscowości, których nazwy wskazują na rodowód słowiański. Spostrzeżenia te zapoczątkowały jego prace nad koncepcją zermatyzmu.